# パナソニック ネットワークサービシズ

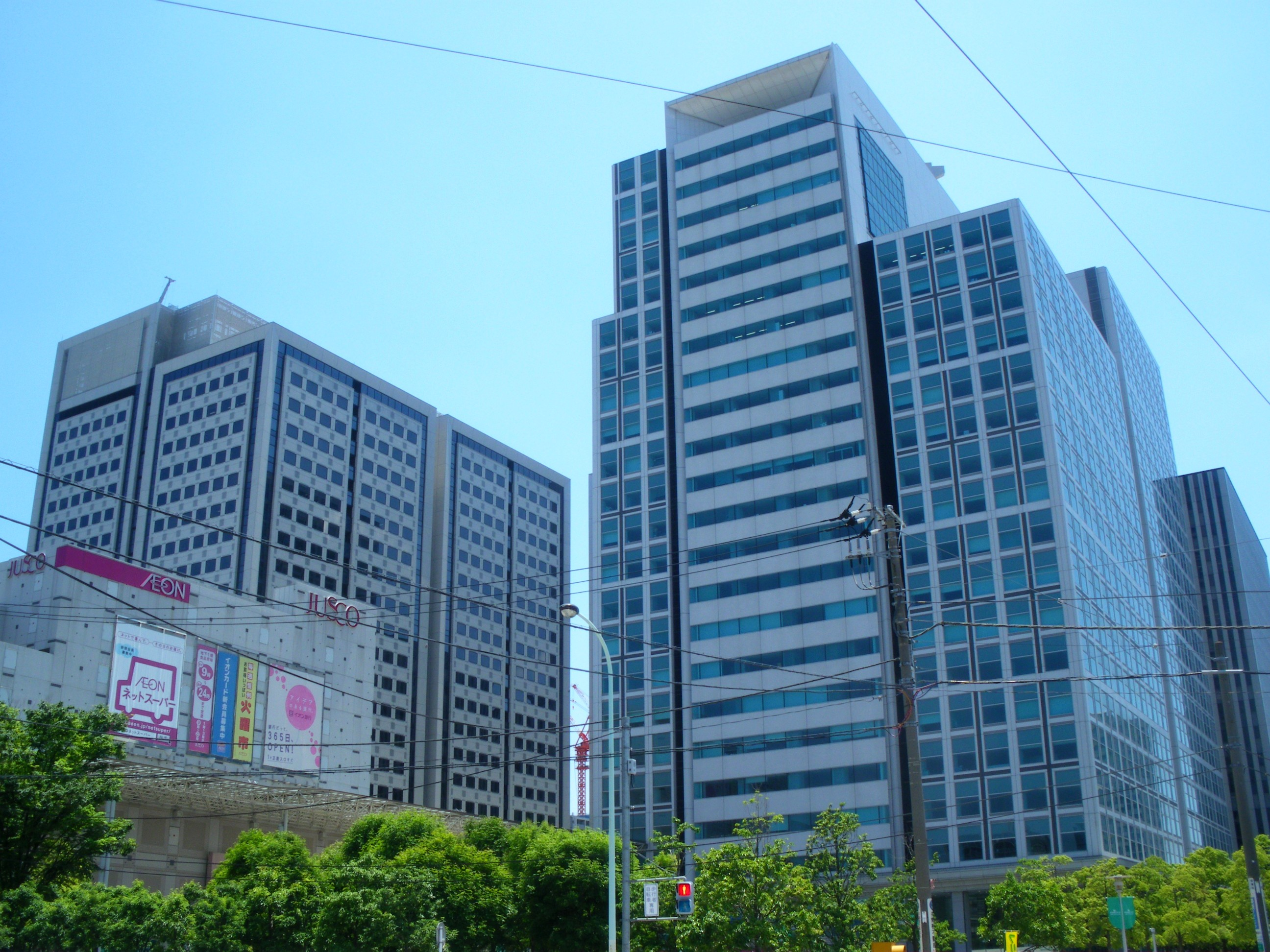
本社が入居する
品川シーサイドパークタワー（東京都品川区）
（※写真右側のビル）

パナソニックネットワークサービシズ株式会社（英文社名：Panasonic Network Services Inc.、略称：PNS）は、東京都品川区に本社を置くパナソニックグループのネットワーク関連事業を手掛ける企業であった。

## 概要
主にアクトビラやパソコン・携帯電話向けの映像配信事業、携帯公式サイトの開発・運営、インターネット活用のマーケティングやコンサルティングなどを手がけている。またかつてはインターネットサービスプロバイダ「hi-ho」や、家庭用カラオケ楽曲配信サービス「ゆめカラ」の運営も行っていた。

## 沿革
- 1999年（平成11年）9月1日 - 設立
- 2006年（平成18年）4月1日 - 株式会社ハイホー ブロードバンドシステムズ、パナソニック デジタルネットワークサーブ株式会社、ホームインターゲート株式会社の3社を吸収合併
- 2007年（平成19年）6月1日 - hi-ho事業を株式会社ハイホーに分割した上でインターネットイニシアティブに譲渡[1]
- 2007年（平成19年）7月30日 - 本社を現在の東京都品川区へ移転[3]
- 2008年（平成20年）10月1日 - アイ・マーケティングアドバンス株式会社を吸収合併[4]
- 2008年（平成20年）10月17日 - カラオケ楽曲配信サービス「ゆめカラ」にて、顧客情報漏洩事故が発生[5]
- 2010年（平成22年）4月1日 - カラオケ楽曲配信サービス「ゆめカラ」終了[2]
- 2012年（平成24年）6月30日 - 解散

```
 url = 
http://panasonic.co.jp/pns/
```

## 事業内容
| サービス分野                           | サービス内容                                 |
| -------------------------------------- | -------------------------------------------- |
| 映像サービス・ソリューション           | デジタルテレビ向け映像配信ソリューション     |
| 映像サービス・ソリューション           | PC・携帯電話向け映像配信・制作ソリューション |
| モバイルサービス・ソリューション       | モバイルサイト構築・運用支援                 |
| モバイルサービス・ソリューション       | 携帯公式サイト                               |
| みえますねっと                         | ホームネットワークカメラサービス             |
| トータルマーケティング・ソリューション | マーケティングコンサルティング事業           |
| トータルマーケティング・ソリューション | マーケティングリサーチ事業                   |
| トータルマーケティング・ソリューション | マーケティングコミュニケーション事業         |
| トータルマーケティング・ソリューション | マーケティングコンサルティング事業           |

## 顧客情報漏洩事故
2008年（平成20年）10月22日、同年10月17日にカラオケ楽曲配信サービス「ゆめカラ」のサービス提供において、カスタマーサポート部門の作業ミスが原因で37件の顧客の個人情報が漏洩したことを公表した。その後、2次被害の報告などはされていない。